# Regensburg
Regensburg er en by i Bayern, der ligger, hvor Donau løber sammen med  Regen.
Romerne grundlagde byen, da de byggede en legionslejr. Nogle af romernes bygningsværker er vedligeholdt til i dag, eksempelvis indgangspartiet til legionslejren, Porta Praetoria. Steinerne Brücke fra det 12. århundrede er den ældste bevarede stenbro i Tyskland. 
Ved den lille by Donaustauf umiddelbart øst for Regensburg ligger det spektakulære tempel Walhalla.

## Ekstern henvisning
- Wikimedia Commons har flere filer relateret til Regensburg
- Officielt websted
- Virtuel rundtur i Regensburg